# トラヴェルセートロ
トラヴェルセートロ（伊: Traversetolo）は、イタリア共和国エミリア＝ロマーニャ州パルマ県にある、人口約9,600人の基礎自治体（コムーネ）。

## 地理

### 位置・広がり

#### 隣接コムーネ
隣接するコムーネは以下の通り。括弧内のREはレッジョ・エミリア県 所属を示す。
- カノッサ (RE)
- レジニャーノ・デ・バーニ
- モンテキアルーゴロ
- ネヴィアーノ・デッリアルドゥイーニ
- パルマ
- サン・ポーロ・デンツァ (RE)

### 気候分類・地震分類
トラヴェルセートロにおけるイタリアの気候分類 (it) および度日は、zona E, 2682 GGである。
また、イタリアの地震リスク階級 (it) では、zona 3 (sismicità bassa) に分類される。

## 行政

### 分離集落
トラヴェルセートロには、以下の分離集落（フラツィオーネ）がある。
- Bannone, Castione de' Baratti, Cazzola, Guardasone, Mamiano, Sivizzano, Torre, Vignale

## 姉妹都市
- Oraison、フランス
- マヤーノ、イタリア